# Rättsinformationssystemet i Sverige
Rättsinformationssystemet i Sverige syftar till att tillförsäkra den offentliga förvaltningen och enskilda personer tillgång till grundläggande rättsinformation i elektronisk form.
Rättsinformationssystemet ska finnas tillgängligt genom ett allmänt nätverk och innehållet ska vara tillgängligt på ett enhetligt sätt.
Obligatoriskt ska rättsinformationssystemet innehålla 
1. Svensk författningssamling (SFS)
2. referensregister över författningar i SFS, och
3. grundförfattningarna i deras lydelse med införda ändringar.[2]

En bestämmelse i SFS som upphävs skall sparas elektroniskt.
Systemet ska även innehålla de förordningar som kungörs i andra författningssamlingar.
Rättsinformationssystemet ska innehålla
1. ett referensregister över de statliga kommittéerna
2. kommittédirektiv
3. förordningsmotiv
4. utredningsbetänkanden som publiceras i SOU och i departementsserien (Ds) och
5. regeringens propositioner[4]

Rättsinformationssystemet ska innehålla uppgifter om vägledande avgöranden från Högsta domstolen, Högsta förvaltningsdomstolen, hovrätterna, kammarrätterna, Mark- och miljööverdomstolen, Migrationsöverdomstolen, Arbetsdomstolen, Marknadsdomstolen och Patentbesvärsrätten. Domstolarna prövar själva om ett avgörande är att bedöma som vägledande.
Domstolsverket ska vara samordningsmyndighet.
Personuppgiftslagen (PUL) ska tillämpas men personnummer får inte användas.  Personuppgifter som finns i rättsinformationssystemet får föras över till en stat som inte ingår i Europeiska unionen eller är ansluten till Europeiska ekonomiska samarbetsområdet (EES).
Information om 
1. SFS som de kungörs med införda ändringar
2. gällande förordningar i andra författningssamlingar
3. författningar som kungörs enligt förordningen (2007:231) om elektroniskt kungörande av vissa trafikföreskrifter[8]
4. kommittédirektiv mm och
5. Sveriges internationella överenskommelser

ska finnas tillgängliga utan avgift.